# Ignace Kowalczyk
Ignatz Kowalczyk – detto Ignace – (Castrop-Rauxel, 27 dicembre 1913 – Harnes, 27 marzo 1996) è stato un calciatore tedesco con cittadinanza polacca naturalizzato francese, di ruolo centrocampista o attaccante.

## Palmarès

### Giocatore

#### Competizioni nazionali
- Campionato francese: 1

Olympique Marsiglia: 1936-1937